# Lijst van logici

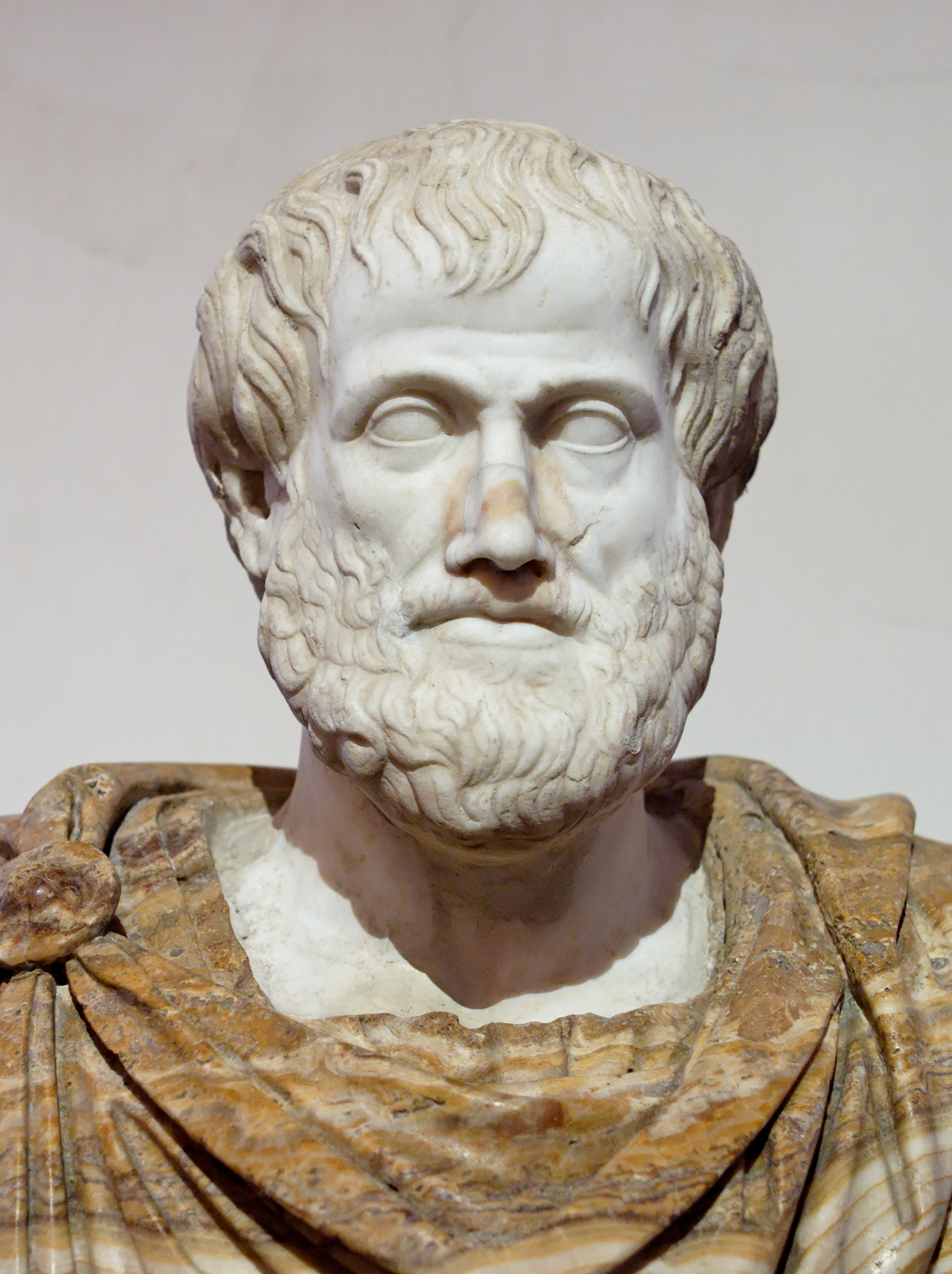
Aristoteles.

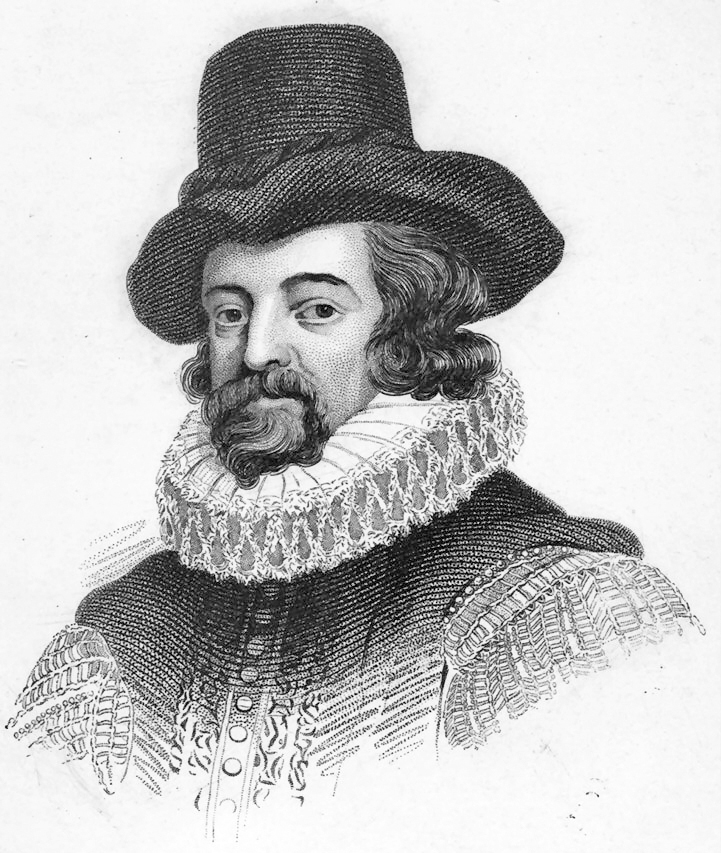
Francis Bacon.

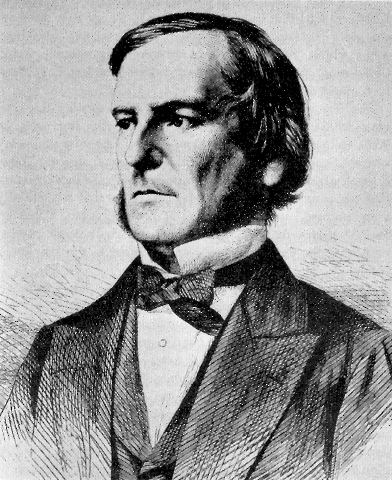
George Boole.

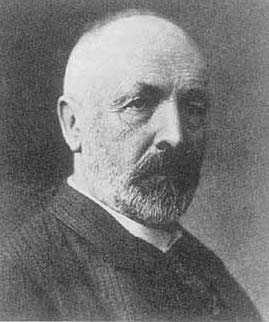
Georg Cantor.

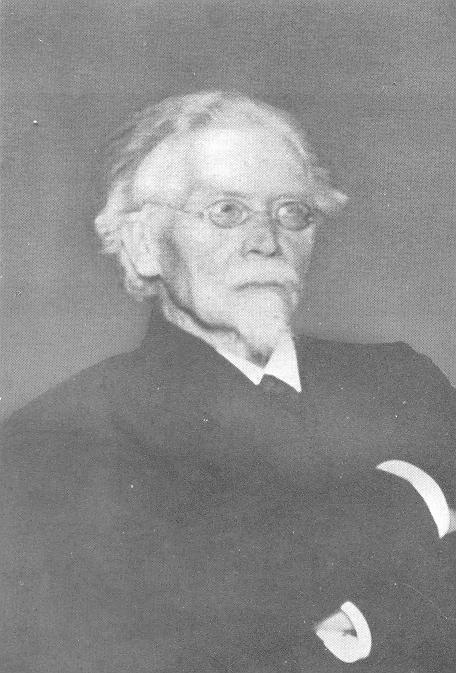
Gerard Heymans.

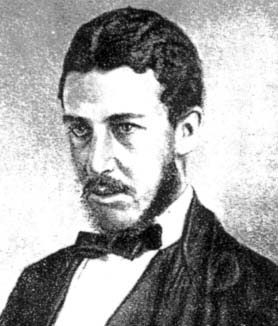
W. Stanley Jevons.

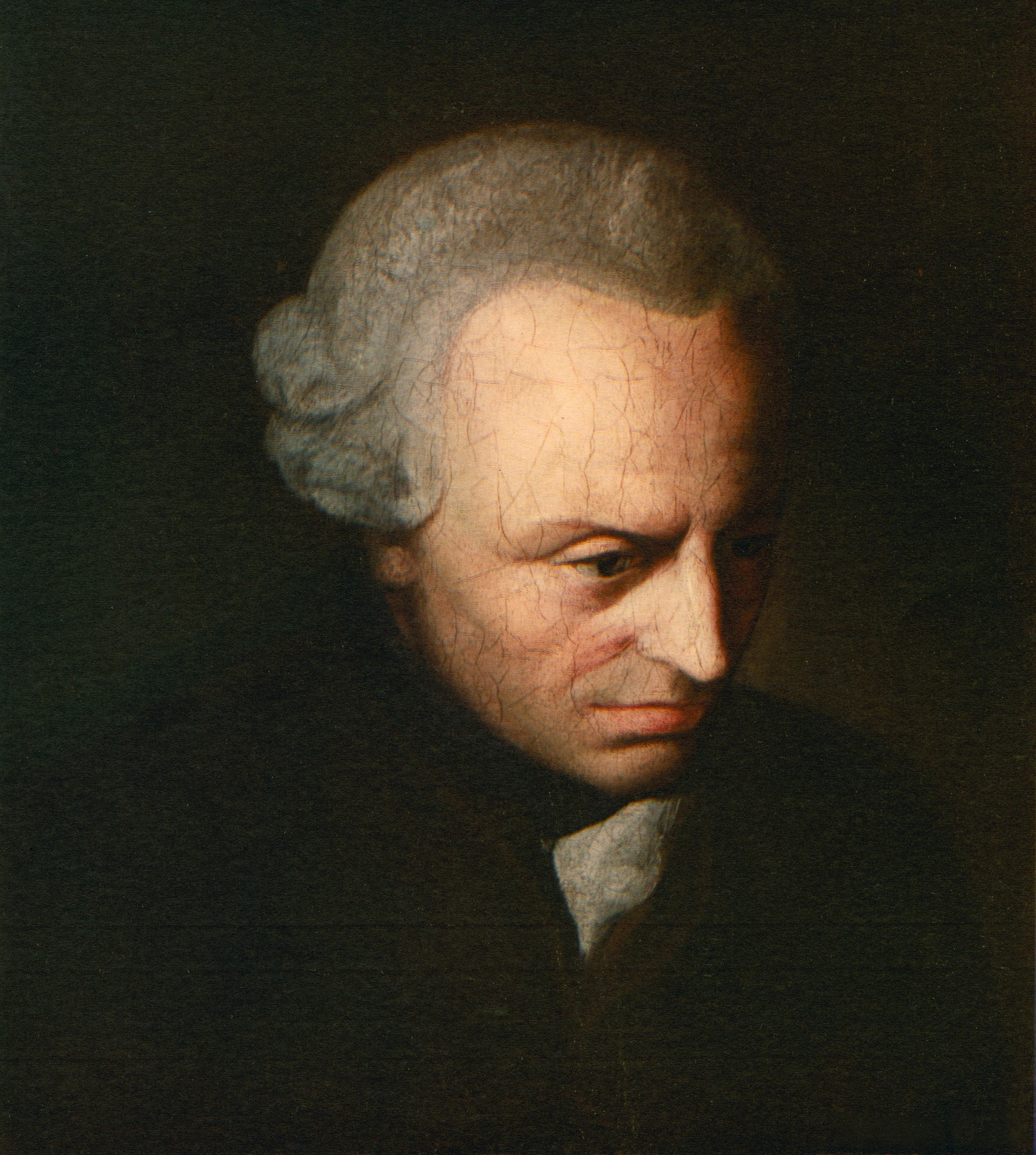
Immanuel Kant.

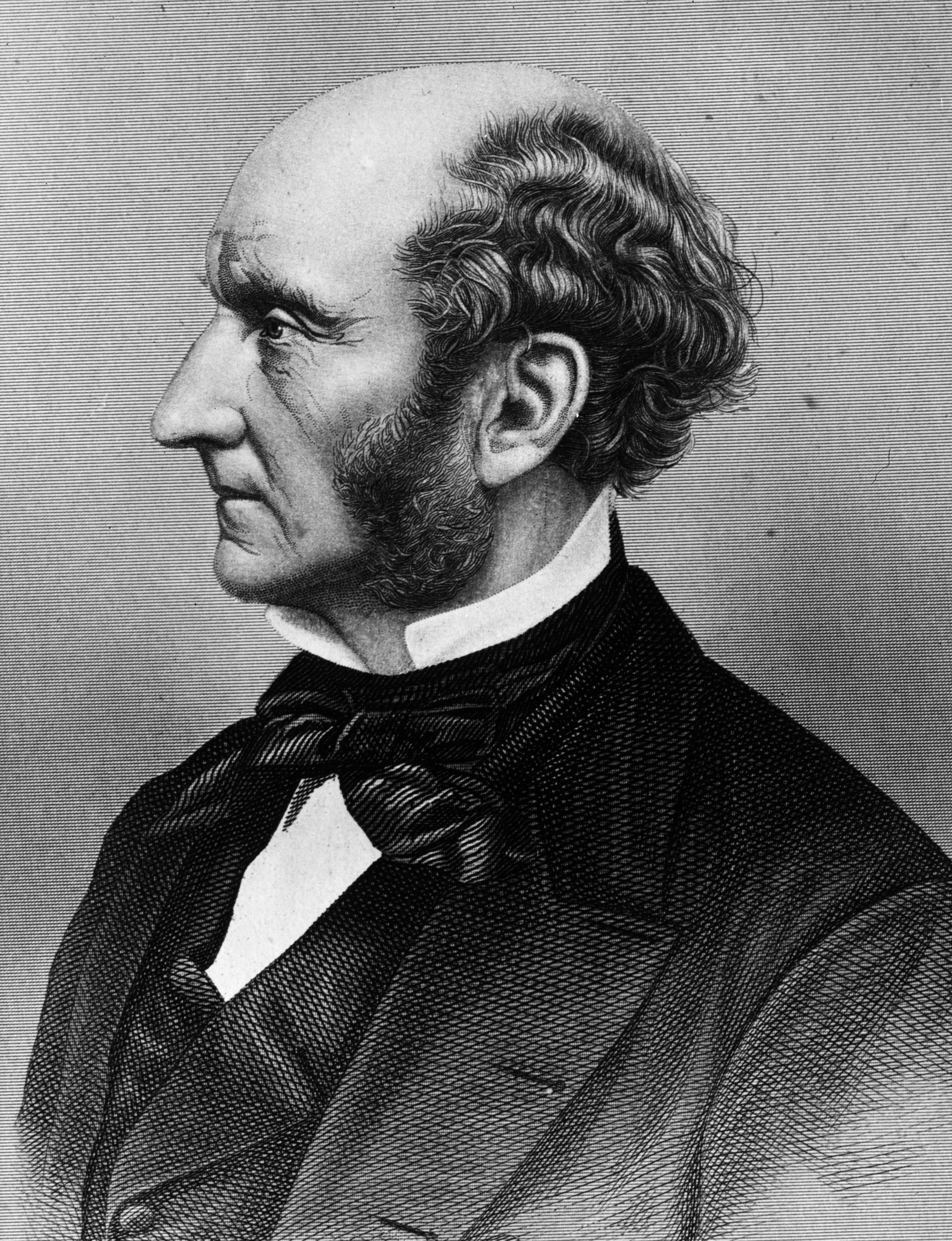
John Stuart Mill.

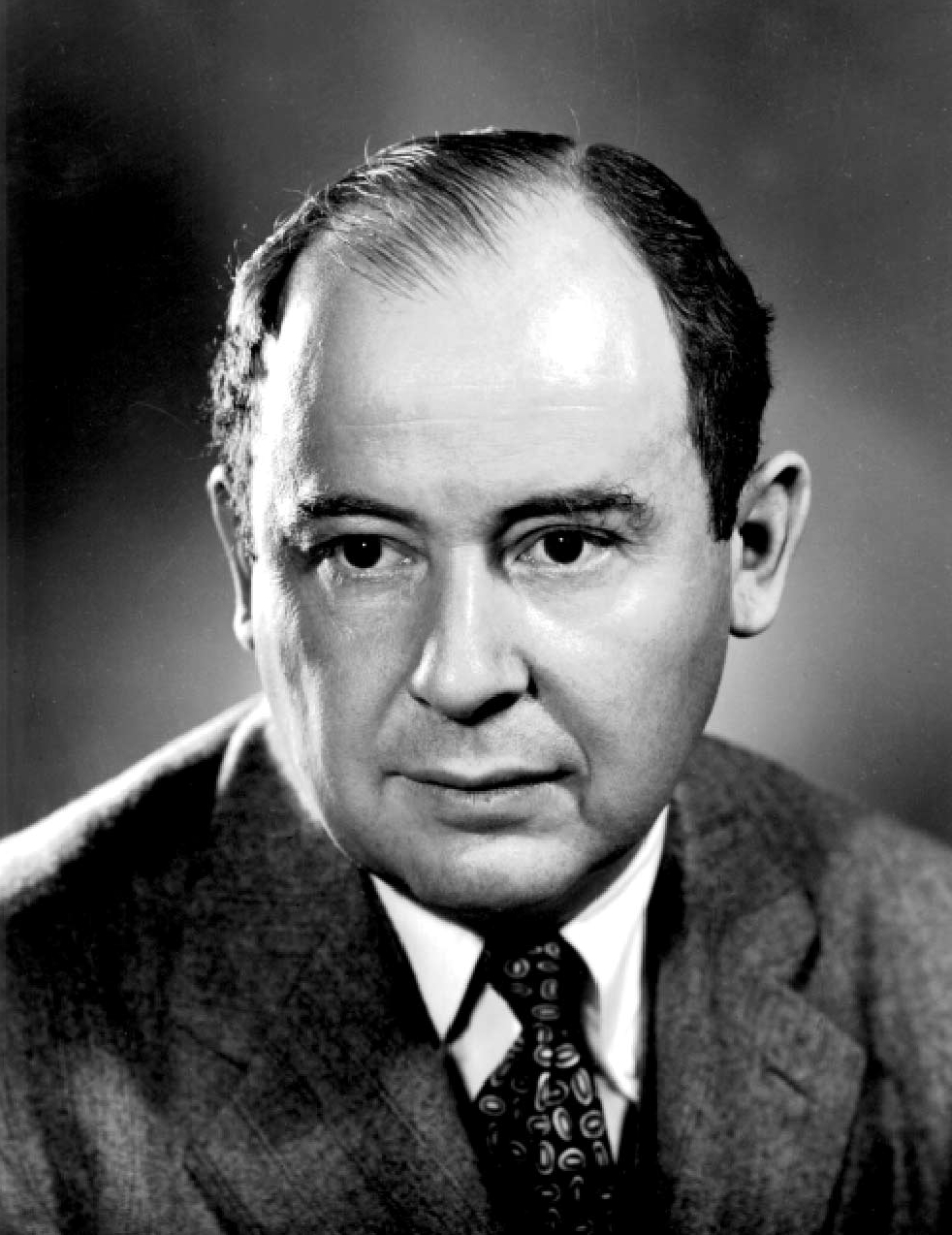
John von Neumann.

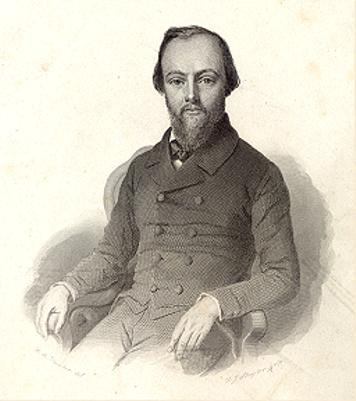
C.W. Opzoomer.

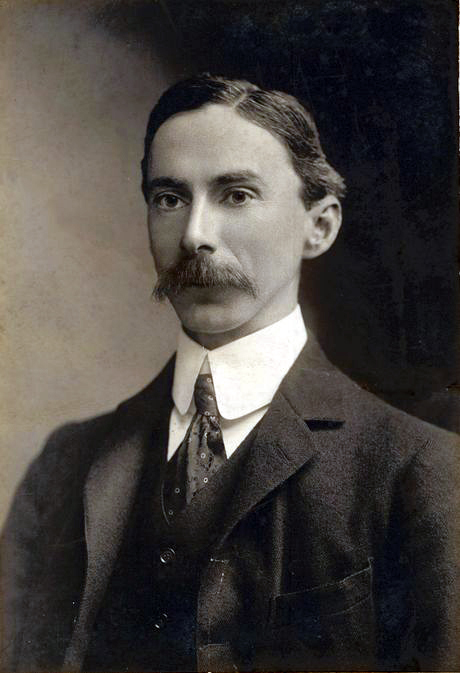
Bertrand Russell.

Deze lijst geeft een overzicht van wetenschappers, die actieve bijdragen hebben geleverd op het vakgebied van de logica. Van  elk persoon wordt hier het voornaamste specialisme(s) vermeld.

## A
- Wilhelm Ackermann (1896-1962) Duits wiskundige.
- Aristoteles (384 B.C.-322 B.C.) Grieks filosoof.

## B
- Francis Bacon (wetenschapper) (1561-1626) Brits filosoof en politicus.
- Stefan Banach (1892-1945), Pools wiskundige.
- Arnould Bayart, Belgisch logicus
- Johan van Benthem (1949), Nederlands logicus.
- Paul Bernays, (1888-1977), Zwitsers wiskundige en logicus.
- Evert Willem Beth (1908-1964), Nederlands filosoof en logicus.
- George Boole (1815-1864), Brits wiskundige en logicus.
- Nicolas Bourbaki, Pseudoniem van een groep Franse wiskundigen.
- Luitzen Egbertus Jan Brouwer (1881-1966), Nederlands wiskundige.

## C
- Georg Ferdinand Cantor (1845-1918), Duits wiskundige.
- Rudolf Carnap (1891-1970), Duits filosoof.
- Lewis Carroll (1832-1898), Engels wiskundige en logicus.
- Alonzo Church (1903-1995), Amerikaans wiskundige en logicus.
- C. West Churchman (1913-2004), Amerikaans filosoof.
- Jacob Clay, (1882-1955), Nederlands natuurkundige.
- Paul Joseph Cohen (1934-2007), Amerikaans wiskundige.
- Haskell Brooks Curry (1900-1982), Amerikaanse wiskundige en logicus.

## D
- Dirk van Dalen (1932), Nederlands wiskundige en logicus.
- Augustus De Morgan (1806-1871), Brits wiskundige en logicus.
- Hans Pieter van Ditmarsch , (Nederland 1959)
- Hans Cornelis Doets, (Nederland)
- Joop Doorman (1928), Nederlands filosoof.
- John Duns Scotus (c. 1266-1308), Brits en Franciscaanse theoloog en filosoof.

## E
- Jan van Eijck (filosoof) (Nederland, 1951)

## F
- Robert Feys (1889—1961), Belgisch logicus
- Adolf Fraenkel (1891-1965),  Duits-Israëlische wiskundige.
- Gottlob Frege (1848-1925),  Duits wiskundige, logicus en filosoof.

## G
- L.T.F. Gamut (collectief pseudoniem van een groep Nederlandse logici)
- Gerhard Gentzen (Duitsland, 1909-1945)
- Joseph Gergonne (Frankrijk, 1771-1859)
- Kurt Gödel, (1906-1978), Oostenrijks/Amerikaans wiskundige en logicus.

## H
- Susan Haack (Groot-Brittannië, 1945)
- Gerard Heymans (1857-1930), Nederlands filosoof, logicus en psycholoog.
- Arend Heyting (1898-1980), Nederlandse wiskundige en logicus.
- David Hilbert (1862-1943), Duits wiskundige.
- Jaakko Hintikka (Finland, 1929)
- Leon Horsten, Belgisch logicus

## J
- William Stanley Jevons (1835-1882), Britse econoom en filosoof.
- Emily Elizabeth Constance Jones (1848-1922), Brits filosofe.

## K
- Immanuel Kant (1724-1804), Duits filosoof.
- Saul Kripke (1940), Amerikaans filosoof en logicus.

## L
- Gottfried Wilhelm Leibniz (1646-1716), Duits filosoof.
- Clarence Irving Lewis (1883-1963), Amerikaanse logicus en filosoof.
- Adolf Lindenbaum (Polen, 1904-1941)
- Martin Löb (1921-2006), Duits wiskundige.
- Leopold Löwenheim (Duitsland, 1878-1957)
- Jan Łukasiewicz (1878-1956), Poolse wiskundige en logicus.

## M
- Hugh MacColl (Schotland, 1837-1909)
- Gerrit Mannoury (1867-1959), Nederlandse wiskundige en filosoof.
- C. A. Meredith (Ierland, 1904-1976)
- John Stuart Mill (1808-1873), een Brits filosoof en econoom.

## N
- John von Neumann (1903-1957), Hongaars-Amerikaanse wiskundige.

## O
- C.W. Opzoomer (1821-1891), Nederlandse jurist, filosoof en theoloog.

## P
- Wilhelmus Antonius de Pater (1930-2015), Nederland
- Giuseppe Peano (1858-1932), Italiaans wiskundige, filosoof en logicus.
- Charles Sanders Peirce (1907-1989), Amerikaans fysicus en filosoof.
- Jean Piaget (1896-1980), Zwitsers psycholoog.
- Henri Poincaré (1854-1912), Frans wiskundige.
- Karl Raimund Popper (1902-1994), Oostenrijks-Britse filosoof.
- Dag Prawitz (Zweden, 1936)
- Arthur Prior (Nieuw-Zeeland, 1914-1969)
- Hilary Putnam (VS, 1926), Amerikaans filosoof.

## Q
- Willard Van Orman Quine Amerikaans filosoof en logicus.

## R
- Frank Plumpton Ramsey (Groot-Brittannië, 1903-1930)
- Gerard R. Renardel de Lavalette (Nederland)
- Albert van Rickmersdorf (Duitsland, 1316-1390)
- Abraham Robinson (Israël - VS, 1918-1974)
- Richard Sylvan (Routley) (Nieuw-Zeeland, 1935-1996)
- Bertrand Russell (1872-1970), Brits filosoof en wiskundige.

## S
- Andries Sarlemijn, (Nederland, 1936-1998)
- Willem van Soissons, (Frankrijk, 12e eeuw)
- Moses Schönfinkel (USSR, 1889-1942))
- Saharon Shelah (Israël, 1945)
- Harrie de Swart, (Nederland, 1944)

## T
- Alfred Tarski (1902-1983), Pools logicus.
- Elias Thijsse (Nederland, 1954)
- Pavel Tichy (Tsjecho-Slowakije, 1936-1994)
- Anne Sjerp Troelstra (Nederland, 1939-2019)
- Alan Turing (1912-1954), Britse wiskundige en informaticus
- Kazimierz Twardowski (Polen, 1866-1938)

## V
- Albert Visser (1950) Nederlands logicus.

## W
- Isaac Watts (Groot-Brittannië, 1674-1748)
- Alfred North Whitehead (1861-1947), Brits-Amerikaanse filosoof, natuurkundige en wiskundige.
- William of Sherwood (Groot-Brittannië, 1190-1249)
- Ludwig Wittgenstein (1889-1951), Oostenrijks/Brits filosoof.
- W. Hugh Woodin (VS, 1955)

## Z
- Lotfi Zadeh (1921), Iraans-Amerikaanse wiskundige
- Ernst Zermelo (1871-1953), Duits wiskundige en filosoof.